# David Zucker (politik)
David Zucker (hebrejsky דוד צוקר‎) je izraelský politik a bývalý poslanec Knesetu za strany Rac a Merec.

## Biografie
Narodil se 11. září 1948 v Haifě. Sloužil v izraelské armádě, kde dosáhl hodnosti desátníka (Rav Tura'i). Získal bakalářské a magisterské vzdělání na Hebrejské univerzitě a doktorát na Telavivské univerzitě. Hovoří hebrejsky, francouzsky a anglicky.

## Politická dráha
V letech 1978–1981 spoluzakládal pacifistické hnutí Šalom achšav, v letech 1984–1988 byl generálním tajemníkem strany Rac. V roce 1988 zakládal organizaci Be-celem.
V izraelském parlamentu zasedl poprvé po volbách v roce 1984, v nichž kandidoval za stranuv Rac. Mandát ale získal až dodatečně v listopadu 1986 jako náhradník. Byl pak členem finančního výboru a vyšetřovací komise pro dopravní nehodovost. Ve volbách v roce 1988 mandát obhájil, opět za formaci Rac. Zasedal ve výboru pro drogové závislosti, výboru pro imigraci a absorpci, výboru státní kontroly a výboru pro vzdělávání a kulturu. Byl také členem vyšetřovací komise k platnosti detektorů lži. Opětovně byl zvolen ve volbách v roce 1992, nyní za kandidátní listinu stranu Merec. Byl předsedou výboru pro ústavu, právo a spravedlnost a členem výboru státní kontroly. Předsedal rovněž společnému výboru pro odposlechy.
Znovu získal mandát i ve volbách v roce 1996, do nichž nastupoval jako kandidát strany Merec. V průběhu volebního období ale stranu opustil a zasedal pak v parlamentu jako nezařazený poslanec. Předsedal podvýboru pro legislativu, byl členem výboru pro zahraniční záležitosti a obranu, výboru pro ústavu, právo a spravedlnost, výboru pro vědu a technologie a výboru pro zahraniční dělníky. Byl také předsedou společného výboru pro svobodný zákon o informacích.
Ve volbách v roce 1999 se zapojil do činnosti izraelské Strany zelených. Mandát ale nezískal.